# Clara Albuquerque
Clara Albuquerque   (Salvador, 18 d'agost de 1983) és una periodista esportiva brasilera.
És nascuda a Salvador, capital de l'estat de Bahia. Va estudiar Comunicació audiovisual a la Universitat Federal de Bahia, on va escriure el treball de fi de grau Guia de Futebol para Mullheres - a linha da bola, que seria readaptat i editat en format llibre. Això va obrir-li les portes de diversos mitjans de comunicació: va iniciar-se professionalment en el periodisme esportiu com a columnista en el diari Correio i com a reportera a TV Bahia, Premiere FC i SporTV. Va ser una de les primeres dones en trencar amb l'hegemonia masculina en els programes esportius en la televisió del seu país, i va tenir la oportunitat de donar visibilitat a l'esport femení en la secció Tudo às Claras. També s'ha manifestat a favor de que les dones ocupessin un espai no només en els terrenys de joc i en la premsa, sino també a les graderies.
El 2013 es va traslladar a Rio de Janeiro i es va incorporar a la cadena Esporte Interativo (actual TNT Sports Brasil), on va realitzar funcions de presentadora i comentarista. El gener de 2017 va ocupar el lloc de corresponent del canal a Torí, cobrint el dia a dia de la Juventus FC i el futbol italià. Aquell any, a més, l'equip bianconero va disputar la final de la Champions League. El 2023 va ser traslladada a París, des d'on informa sobre les evolucions del PSG i on juga el capità de la Selecció brasilera de futbol, Neymar Jr.
L'estiu de 2023 va contraure matrimoni amb Marcelo Bechler, qui també és corresponsal de la TNT Brasil a Europa.

## Llibres publicats
- A Linha da bola: Tudo o que as mulheres precisam saber sobre Futebol e os homens nunca souberam explicar! (en portuguès).  Gryphus, 2007. ISBN 978-85-60610-06-8.
- Os Sem-Copa: craques que encantaram o Brasil e nunca participaram de um Mundial (en portuguès).  Maquinária, 2014. ISBN 978-85-62063-57-2.
- Os dez mais do Bahia (en portuguès).  Maquinária, 2016. ISBN 978-8562063701.